# محمود اعتمادی
محمود اعتمادی بازیکن سابق فوتبال ایران است. او سابقه بازی در تیم‌های بانک ملی و شهباز را دارد.
وی سابقه ۱ بازی ملی و ۱ گل ملی و کسب مدال طلای فوتبال بازی‌های آسیایی ۱۹۷۴ نیز در کارنامه دارد.